# Liliana Mónica Villar
Liliana Mónica Villar de Seoane (Profª. Dra.) (1953) es una botánica, paleontóloga, palinóloga, y profesora argentina. Obtuvo su licenciatura en Ciencias biológicas, en la Facultad de Ciencias Exactas y Naturales, de la UBA. Es investigadora del CONICET. En la actualidad desarrolla actividades académicas en el Laboratorio Paleobotánico del Museo Argentino de Ciencias Naturales "Bernardino Rivadavia, de Buenos Aires.

## Algunas publicaciones
- liliana mónica Villar. 2010. Ultraestructura de Arcellites humilis Villar de Seoane et Archangelsky 2008, Cretácico de Patagonia, Argentina. X Congreso Ar. de Paleontología y Bioestratigrafía y VII Congreso Latinoamericano de Paleontología

- -------------------------. 2000. Ruflorinia papillosa sp. nov. from the Lower Cretaceous of Patagonia, Argentina. Palaeontographica B 255: 79-85

- s. Archangelsky, l. Villar de Seoane. 1996. Estudios palinológicos de la Formación Baqueró (Cretácico), provincia de Santa Cruz, Argentina. VII. Ameghiniana 33: 307-313 artículo en Google books

- -------------------------, ------------------------------. 1995. Estudio cuticular de nuevas Bennettitales Eocretácicas de Santa Cruz, Argentina. VI Congr. Arg. Paleont. Bioestr. Actas: 247-254. Trelew

- -------------------------, ------------------------------. 1994. Estudios palinológicos de la Formación Baqueró (Cretácico), provincia de Santa Cruz, Argentina. VI. Ameghiniana 31: 41-53

- -------------------------, ------------------------------. 1991. Notas sobre la flora fósil de la zona de Tico, provincia de Santa Cruz, Argentina. IX. Morfología y estructura de tres megaesporas. Ameghiniana 28 (3-4): 353-364

- -------------------------, ------------------------------. 1990. Ultraestructura de dos nuevas megasporas cretácicas de Santa Cruz, Argentina. Bol. Asoc. Lat. Paleob. Palinol.12: 13-25

- -------------------------, s. Cúneo, liliana m. Villar de Seoane. 1989. Estudios sobre megásporas pérmicas argentinas. I. Sublagenicula brasiliensis (Dijkstra) Dybowá-Jachawicz et al. Ameghiniana, Buenos Aires, 26 (3—4): 209—217

- m.l. Salgado-Labouriau, liliana m. Villar de Seoane. 1987. Flora Polínica de los Tepuyes. En: El Macizo del Chimantá, Escudo de Guayana, editado por O. Huber, O. Todtmann, Caracas

- marta a. Caccavari de Filice, liliana mónica Villar. 1980. Granos de polen de simarubáceas argentinas (Pollen grains of Argentine Simarubaceae). Boletín de la Sociedad Argentina de Botánica, Volumen 19: 259-271

## Honores
Miembro
- Sociedad Argentina de Botánica
- Sociedad Paleontológica Argentina, y ha pertenecido a su Comisión Directiva[5]

- La abreviatura «Villar-Seoane» se emplea para indicar a Liliana Mónica Villar como autoridad en la descripción y clasificación científica de los vegetales.[6]